# Heureux qui comme Ulysse
Heureux qui comme Ulysse is een Franse film van Henri Colpi die werd uitgebracht in 1970.
De film is gebaseerd op de roman  The Homecoming (1964) van Marlena Frick. 

## Samenvatting
Antonin is sinds jaar en dag in dienst als knecht op een boerderij. Op een dag verneemt hij van Pascal, de boer, dat Ulysse, het oude trekpaard waarmee hij al vijfentwintig jaar werkt, zal worden verkocht. Pascal geeft Antonin de opdracht Ulysse naar de arena van Arles te brengen. Antonin beseft dat zijn paard bij het stierenvechten zal ingezet worden en wil hem dat vreselijk lot besparen. Vermits hij geen geld heeft om Ulysse vrij te kopen besluit Antonin onderweg van zijn traject af te wijken. Hij brengt Ulysse naar de Camargue om hem daar zijn vrijheid terug te geven. 

## Rolverdeling
| Acteur            | Personage                                      |
| ----------------- | ---------------------------------------------- |
| Fernandel         | Antonin, de boerenknecht                       |
| Rellys            | Marcellin, de vriend van Antonin               |
| Évelyn Séléna     | Ginette, de dochter van Marcellin              |
| Mireille Audibert | Juliette, het jonge meisje                     |
| Jean Sagols       | Hector, de monteur die verliefd is op Juliette |
| Max Amyl          | Pascal, de boer                                |
| Gilberte Rivet    | de vrouw van Pascal                            |
| Edmond Ardisson   | de petanquespeler in Cavaillon                 |